# Gare de La Mothe-Saint-Héray
Ne doit pas être confondu avec Gare de La Mothe-Achard.

La gare de La Mothe-Saint-Héray est une gare ferroviaire française située sur la commune de Sainte-Eanne à proximité de La Mothe-Saint-Héray (département des Deux-Sèvres).

## Situation ferroviaire
La gare de La Mothe-Saint-Héray est située au point kilométrique 42,353 de la ligne de Saint-Benoît à La Rochelle-Ville. Son altitude est de 80 m.

## Service voyageurs

### Accueil
C'est un point d'arrêt non géré (PANG),  équipé de deux quais avec abris. Un parking pour les véhicules est présent.
En 2022, selon les estimations de la SNCF, la fréquentation annuelle de la gare était de 3 675 voyageurs.

### Dessertes
La Mothe-Saint-Héray est desservie par des trains du réseau TER Nouvelle-Aquitaine (ligne Poitiers - La Rochelle).